# ジェラード・ストリート (ロンドン)

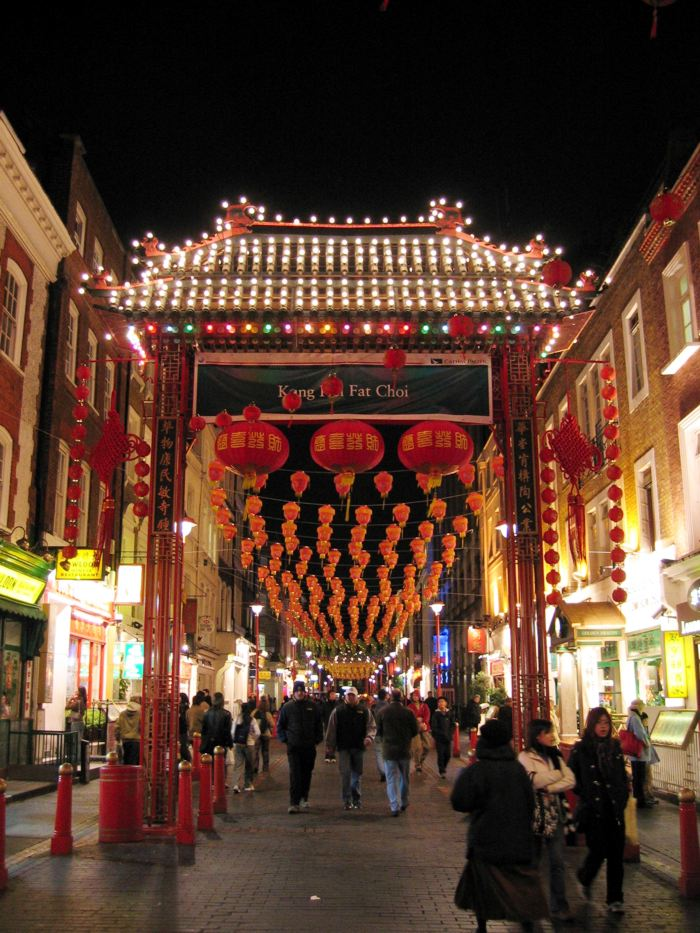
ジェラード・ストリートは、様々な行事の際に飾り立てられる。2004年の春節の風景。

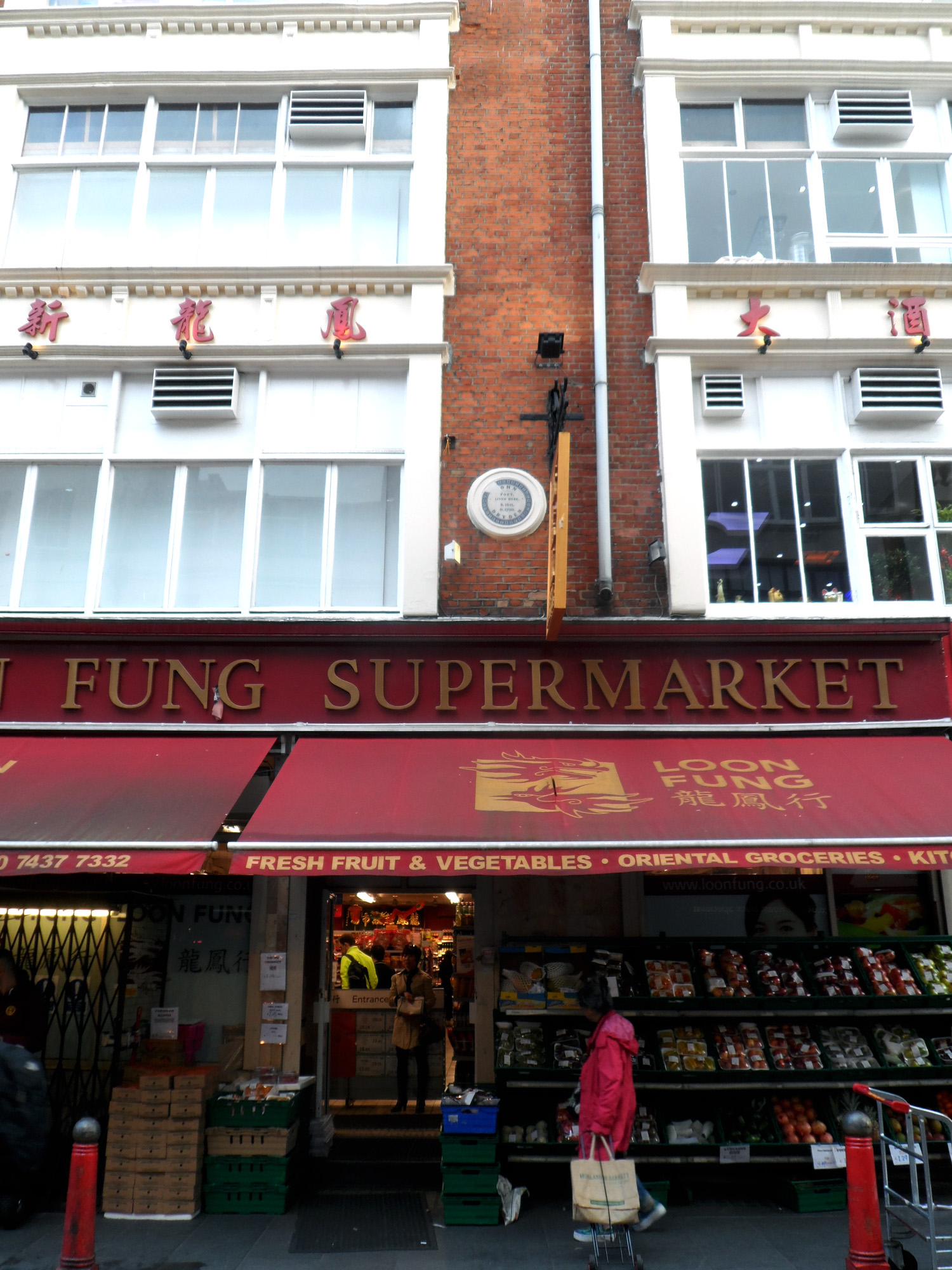
43番地

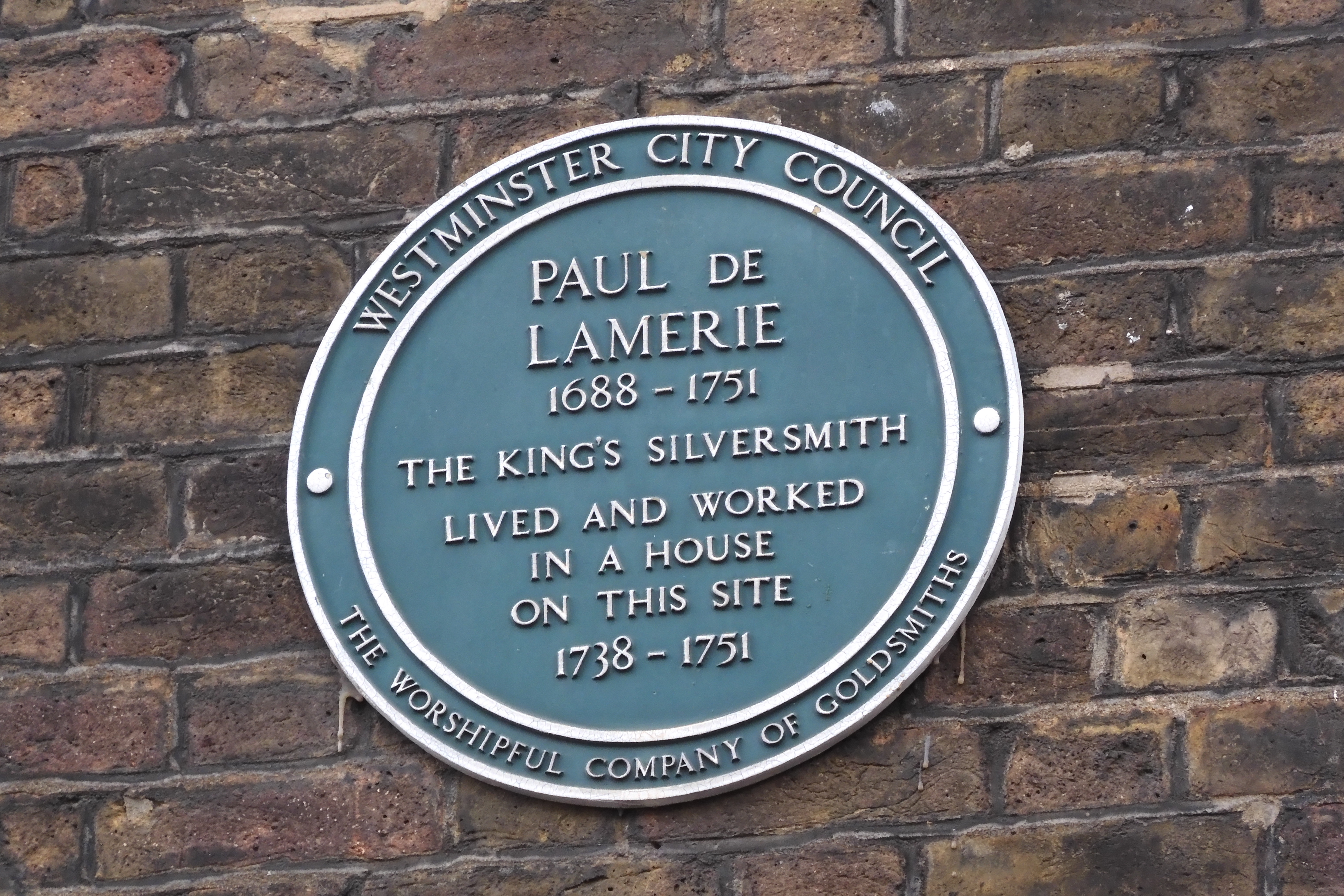
40番地にシティ・オブ・ウェストミンスターが設置したポール・ド・ラメリーの緑色のブルー・プラーク。

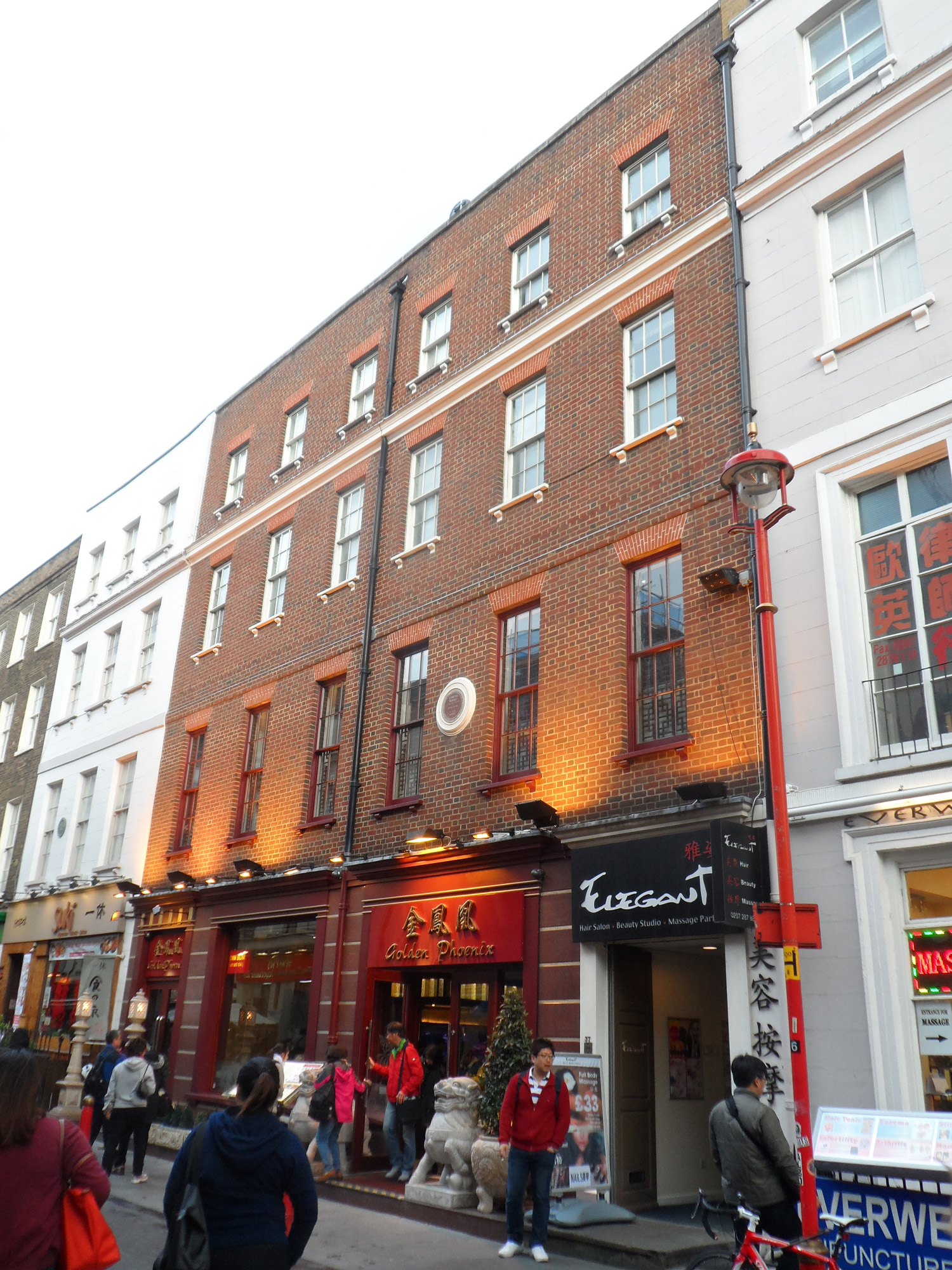
37番地

ジェラード・ストリート（英語: Gerrard Street、中国語: 爵祿街、拼音: Juélù Jiē）は、ロンドンのウエスト・エンド、チャイナタウン地区にある街路。
この街路は、1677年から1685年にかけて建設され、もともと一帯の土地を所有し、練兵場として使っていた当時の軍事指導者、初代マクルズフィールド伯爵チャールズ・ジェラードにちなんでジェラード・ストリートと命名された。この街路を拓いたのは医師で投資家、重商主義者としても知られたニコラス・バーボンであった。18世紀半ばには、住宅地としてよりも、もっぱらコーヒーハウスや酒場の集まる場所として知られるようになっていた。

## 住民
詩人ジョン・ドライデン（John Dryden、1631年 – 1700年）は、ジェラード・ストリート43番地に居住していた時期があり、ブルー・プラークによって記念されている。
「18世紀のイングランドで最も偉大な銀細工職人」と評されるポール・ド・ラメリー（Paul de Lamerie、1688年 - 1751年）は、40番地に住居と仕事場を構えていた。
37番地にある、ロイヤル・ソサエティ・オブ・アーツによるブルー・プラークは、政治思想家エドマンド・バーク（Edmund Burke、1729年 - 1797年）を記念したものである。
フィクションでは、チャールズ・ディケンズが『大いなる遺産』に登場する弁護士ジャガース (Mr Jaggers) の住まいをここに設定し、「通りの南側にある家。同じような家よりもかなり立派な家だが、悲しいほど塗装がされておらず、あるのは汚れた窓、... 石の広間、... 暗茶色の階段、... 暗茶色の部屋、... 羽目板の壁だ」と描写している。
1953年、4番地の小さなスタジオには、劇場写真家ジョージ・ハリソン・マークスとそのパートナーだったパメラ・グリーンが住み、仕事場にもしていた。1950年代後半、カメラ・パブリケーション社 (Kamera Publications Ltd) の成功を経て、彼らは隣の5番地の最上階に、ずっと大きなスタジオを構え直した。1960年代はじめには、4番地の地上階（1階）は、ギャラリーに改装された。映画監督マイケル・パウエルは、古典的作品とされる1960年の映画『血を吸うカメラ (Peeping Tom)』のセットを、この場所を模して作った。この映画には、グリーンも出演した。

## 事業所

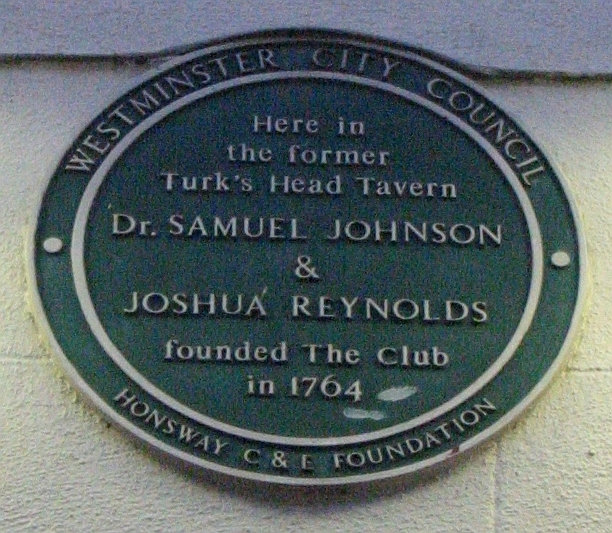
ザ・クラブの創設を記念し、シティ・オブ・ウェストミンスターが設置した緑色のブルー・プラーク。

9番地には、サミュエル・ジョンソンとジョシュア・レノルズが会合を重ね、1764年にこの場所にあったタークス・ヘッド・タヴァーン (Turk's Head Tavern) で、ダイニング・クラブとしてザ・クラブを創設したことを記念するブルー・プラークがある。
狂騒の20年代には、43番地に43クラブが開業し、ジャズ・クラブとして派手なパーティーで知られるようになり、富や権力をもつ有力者たちがしばしば訪れるようになった。このクラブは、内務省直々の命令によって閉鎖され、所有者であったケイト・メイリックは投獄された。
1968年8月、レッド・ツェッペリンは、ジェラード・ストリートのとある地下室で最初のリハーサルをおこない、「トレイン・ケプト・ア・ローリン (Train Kept A-Rollin')」を演奏した。この地下室の正確な場所はわからなくなっているが、既に事業所に改装されて長い時間が経っていると考えられている。
ロニー・スコッツ・ジャズ・クラブは、1959年に39番地の地下室で開業し、1965年にフリス・ストリートへ移転するまで。当地で営業していた。